# Leopold Fitzinger
Leopold Joseph Franz Johann Fitzinger (Viena, 13 de abril de 1802 - Viena, 20 de setembro de 1884) foi um zoologista da Áustria.

## Vida
Fitzinger nasceu em Viena e estudou botânica no universidade de Viena sob Nikolaus Joseph von Jacquin. Entre 1817 e 1861 trabalhou na Naturhistorisches Museum em Viena, mais tarde tornou-se diretor do zoos de Munique e Budapeste.
Em 1826 publicou Neue Classification der Reptilien, baseou em parte no trabalho de seus amigos Wilhelm Friedrich Hemprich e Heinrich Boie. Em 1843 publicou Systema Reptilium, cobrindo geconídeos, camaleões e iguanas.

## Publicações[3]
- Fitzinger LJFJ (1826). Neue Classification der Reptilien nach ihren natürlichen Verwandtschaften. Nebst einer Verwandtschafts-tafel und einem Verzeichnisse der Reptilien-Sammlung des K. K. zoologischen Museum's zu Wien (Nova classificação de répteis de acordo com suas relações naturais, anexada a uma tabela de suas relações e um esboço da coleção de répteis do museu zoológico imperial e real de Viena). Viena: JG Hübner. vii + 66 pp. + uma placa. (em alemão e latim).
- Fitzinger LJFJ (1835). Entwurf einer systematischen Anordnung der Schildkröten nach den Grundsätzen der natürlichen Methode (Esboço de um arranjo sistemático de tartarugas baseado nos princípios do método natural).
- Fitzinger LJFJ (1843). Systema Reptilium, Fasciculus Primus, Amblyglossae. Viena: Braumüller et Seidel. 106 pp. + índices (em latim).
- Fitzinger LJFJ (1850). Über den Proteus anguinus der Autoren (Sobre o Proteus anguinus do autor).
- Fitzinger LJFJ (1861). Um catálogo de répteis e anfíbios coletados durante a expedição de Novara expedition.